# Langenwetzendorf
Langenwetzendorf è un comune di 4 086 abitanti della Turingia, in Germania.
Appartiene al circondario (Landkreis) di Greiz (targa GRZ) ed è indipendente delle comunità amministrative (Verwaltungsgemeinschaft).
Dal 2014 incorpora gli ex comuni di Lunzig e Neugernsdorf, divenuti sue frazioni.
Langenwetzendorf svolge il ruolo di "comune amministratore" (Erfüllende Gemeinde) nei confronti del comune di Hohenleuben.